# Ehemalige Druckerei des Finanzministeriums der Republik China

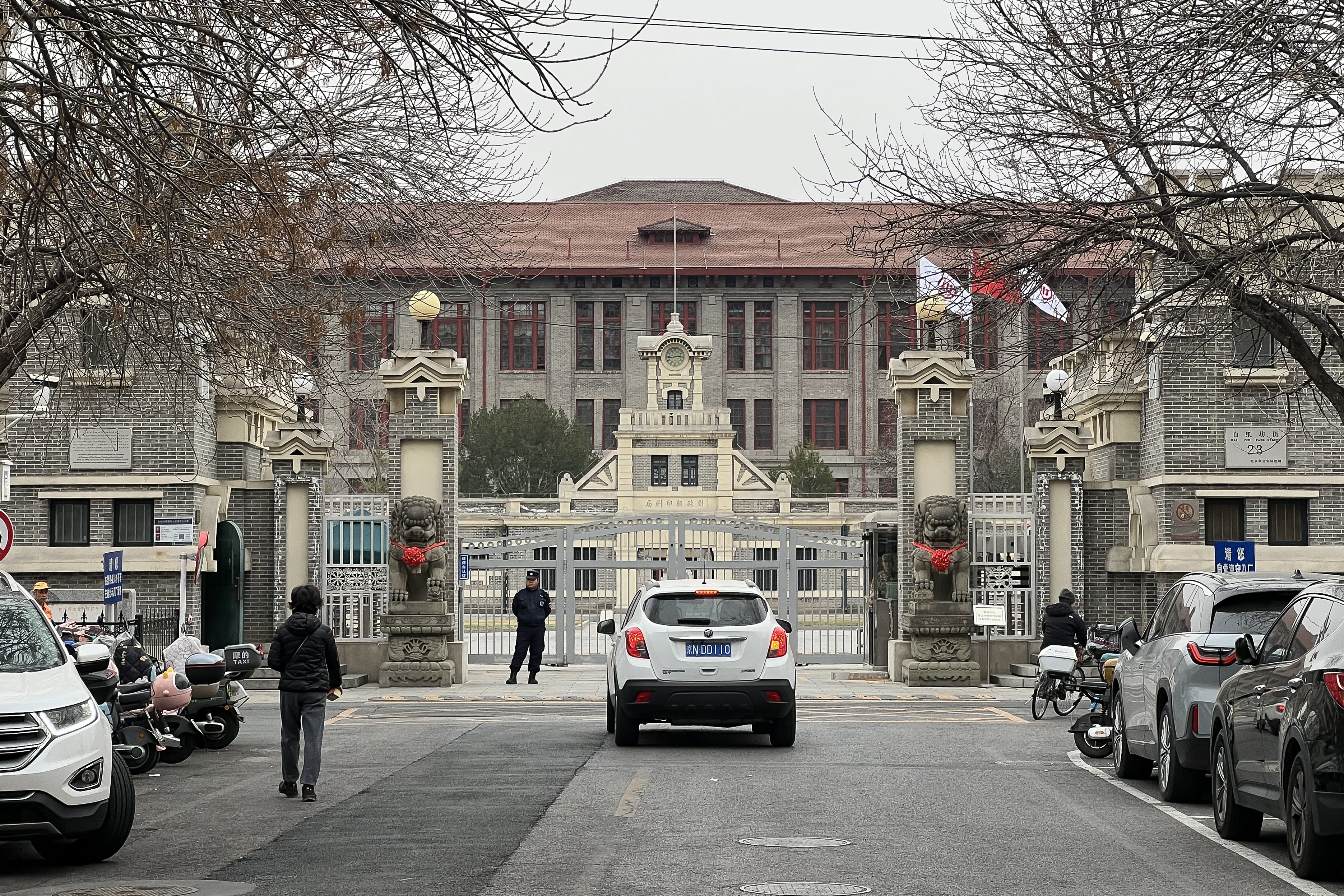
Ehemalige Druckerei des Finanzministeriums der Republik China bzw. Ehemalige Druckerei des Finanzministeriums der Nationalregierung

Die Ehemalige Druckerei des Finanzministeriums der Republik China bzw. Ehemalige Druckerei des Finanzministeriums der Nationalregierung (chinesisch 国民政府财政部印刷局旧址, Pinyin Guómín zhèngfǔ cáizhèngbù yìnshuājú jiùzhǐ, englisch Former Site of the Printing House of the Treasury Ministry of the Republic of China) aus der späten Qing-Zeit bis zur Zeit der Republik China befindet sich in der Baizhifang-Straße (白纸坊街) im Pekinger Stadtbezirk Xuanwu.
Die aus dem Jahr 1908 stammenden Gebäude wurden ursprünglich als Amtsdruckerei des Duzhibu (度支部), der Finanzbehörde der Qing-Regierung, erbaut und wurden dann zur Druckerei des Finanzministeriums der Republik China. Die Anlage umfasst neben dem Haupttor ein zweites Tor, Glockenturm, Hauptgebäude, drei kleinere westliche Gebäude und einen Wasserturm.
Die Ehemalige Druckerei des Finanzministeriums der Nationalregierung (Guomin zhengbu caizhengbu yinshuaju jiuzhi) steht seit 2006 auf der Liste der Denkmäler der Volksrepublik China (6-882). Sie steht ebenfalls auf der Liste der Denkmäler der Stadt Peking.